# 大熊猫
大熊猫，屬於食肉目熊科的一種哺乳動物，體色為黑白兩色。是中國特有物種，現存的主要棲息地是中國中西部四川盆地周邊的山區和陕西南部的秦岭地区。全世界野生大熊猫現存大約有2,060頭（2016年数据）。2016年末，世界自然保护联盟（IUCN）将大熊猫的受威胁等级从“濒危级”降为“易危级”。
2021年中华人民共和国国务院发表《中国的生物多样性保护》白皮书称，野外大熊猫数量从40年前的1,114只增加到了1,864只，将大熊猫受威胁程度从“濒危”降为“易危”。為中國大陸國寶。大熊猫被譽為生物界的活化石。
大熊猫黑白相間的外表使其深受人們喜愛，在全世界亦有大量粉丝。在1961年世界自然基金會成立時就以大熊猫為標誌，大熊猫俨然已成為了濒危物種保护最重要的象徵；大熊猫也是中國在外交活動中向对方表示友好的重要代表，美國國際政治學者約瑟夫·奈爾更直言大熊貓被視為中國拓展軟實力的重要支柱，與英國的皇室家族有著異曲同工之妙。

## 名稱溯源
有些學者推测，先秦时期，《山海经》中记载有“白豹”、“猛豹”、“貔（貔貅）”、“驺吾（驺虞）”、“白虎”為古代中國人对大熊猫的称谓；《诗经》在《大雅·韩奕》中记有“献其貔皮”，《大雅·皇矣》中记有“貊其德音”，《大雅·召南》中记有“吁嗟乎驺虞”。从汉代《尔雅》至清代《古今图书集成·博物汇编·禽虫典》汇集历代古籍、传说、转称或谐音，在中国各地被認為是大熊猫的称谓达三十多个。
不過，何其芬、孫前在《對大熊貓古名問題的思考》一文中，对在中国古籍中所出现的诸如“騶虞”、“貘”、“貔貅”、“猛豹”、“白豹”等等记述被认为是指大熊猫的观点提出质疑，認為是後來附會上去的。這篇文章指出「在以往涉及大熊猫古名的论文和专著中，虽对大熊猫古名作了推测和考证，却很难说是真正找到了在文字描述和所绘附图上均与大熊猫基本相符的任何实证。」。
在中文裡，「熊猫」和「貓熊」都是近代用語，不是古代用語。1869年，法國天主教传教士阿尔芒·戴维德在四川宝兴县邓池沟聖母領報堂附近发现了熊猫后，將其定名為“黑白熊”（Ursus melanoleucus）。當地的村民稱為「花熊」「竹熊」。后来法国国家自然历史博物馆的动物学家阿尔封斯·米勒·爱德华兹鉴定了阿尔芒·戴维德送来的大熊猫标本后，发表了《论西藏东部的几种动物》，其中写道“就其外貌而言，它的确与熊相似，但其骨骼和牙齿与熊有区别，而与Panda（小熊貓）和浣熊相近”，因此他把“黑白熊”改名为（意为与小熊猫似的兽）。虽然他次年又提出的拼写法，不过最后并未采用。
「熊猫」（panda）這個名稱其實是小熊猫（lesser panda，也称火狐firefox、紅熊猫red panda）先取得的，熊猫科的學名Ailuridae便是取自於小熊猫的學名。因為最初大熊猫被歸類到熊猫科的關係，所以大熊猫（giant panda）的稱呼則是相對於小熊猫而命名的。但是因为大熊猫遠比小熊猫有名，所以單講“熊猫”時，漸漸變成專指大熊猫。
在中文世界中，「熊貓」與「貓熊」很早就混雜使用。
- 在已知文獻中，1911年間就有使用過「熊貓」[13][14]。
- 1915年編成、1935年出版的《中华大字典》935頁写到「熊」之（三）：「熊貓，獸名，似貓而善升木。」不過從所附圖看，当时指的是小熊猫。
- 1931年則使用過「大熊猫」一詞。[15]
- 1932年，使用了「貓熊」一詞。[16]
- 1938年出版的《辞海》第1849頁中「熊猫」写到：「獸名，產新疆；……距今六十年前，為法國科學家比利大衛氏所發現」。不過新疆不產大熊猫，應指另一種動物。

1970年代開始流傳一個爭議的傳說：“在英文中panda又名cat bear，原譯為貓熊，但因為誤讀而成為熊貓。”

### “熊猫”名称形成的傳說
- 「40年代，重慶舉辦了一次動物標本展覽。當時展品標牌上分別用中、英文書寫著貓熊的學名，但由於那時的中文習慣讀法是從右至左，故而國人都把按英文書寫方式書寫的猫熊，讀成了熊猫，並延用至今，唯台灣現仍稱其為猫熊。」[17]
- 「1940年代[18]/1945年[19]/50年代初[20][21]書寫的是直書，認讀是自右到左，而改為橫書後則從左到右，當重慶北碚博物館展出時說明標題用橫書，名貓熊，而當時參觀者習慣了直書自右到左的認讀，誤認為熊貓。」[22]
- 「1939年，重慶平明動物園舉辦了一次動物標本展覽，其中『猫熊』標本最吸引觀眾注意。它的標牌採用了流行的國際書寫格式，分別註明中文和拉丁文。但由於當時中文的習慣讀法是從右往左讀，所以參觀者一律把『猫熊』讀成『熊猫』，久而久之，人們就約定俗成地把『大猫熊』叫成了『大熊猫』。台灣有家報紙曾撰文給『熊猫』正名，但人民已經習慣，反而覺得『猫熊』不那麼順口了。」[23]
- 「西方世界認識它後，最初將它翻譯成『大猫熊』或『猫熊』，但在60年前報上初次發表新聞時，偶然被顛倒成『熊猫』，未料到竟成為今日通用的名稱了。」[22]

有观点认为，這些说法都源自1970年代夏元瑜以第一人稱所寫的隨筆《一錯五十年——為猫熊正名》一文。該文於1978年10月5日刊登於臺灣《聯合報》副刊上，後收錄於他的幽默精選集《生花筆》中。該觀點之後又被多方面錯誤引用，包括馬英九。可是在20世紀40年代前出版的權威詞典（《中華大字典》、《辭海》、《最新實用漢英辭典》、《重編國語辭典》）均稱「熊猫」而無「猫熊」，而且全為竖排版，故並不存在右左讀錯的問題。最重要的是，當時國人沒必要不按習慣讀法而按英文書寫的方式寫下物種名。
其實中華民國政府退居台灣之後出版的各大詞典也稱「熊貓」，不見「貓熊」。

### 目前正式名稱
在中国大陆，最後採用「大熊猫」作為官方稱呼了。
在臺灣，受到台南真假熊貓事件的影響，新聞局曾在1990年時正名將「貓熊」、「熊貓」統一正名為「熊貓」；而當時的農委會則認為這是「外行指導內行」，繼續叫「貓熊」。然而，2021年的《教育部國語詞典簡編本》、《教育部重編國語詞典修訂本》已將「貓熊」列出，並且把「熊貓」稱做貓熊的別名。
但在馬英九擔任總統時，再度規定正式稱呼是「貓熊」，要媒體正名。，一方面原因是因為「名稱誤寫」的故事已廣為流傳，另一方面則是認為“貓熊”是似貓的熊，熊是主名詞，貓是修飾詞，與“狗熊”相對，符合現代漢語把修飾詞放前的語法。
而幼齡的大熊猫应称为「幼齡期大熊猫」、「大熊猫幼崽」或「大熊猫寶寶」，而非「小熊貓」，小熊猫專用以指稱另一物種紅熊貓。

## 物种

### 分佈
化石记录它过去曾经分布在东南黄河、长江和珠江流域，北及北京周口店，南达越南、泰国和缅甸北部，是中国南方大熊猫-剑齿象动物群中主要成员。由于地质、气候变迁和人类活动的影响，目前分布仅限在102°00'～108°11'E，27°53'～35°35'N之间，四川、甘肃和陕西的崇山峻岭（从长江上游到青藏高原边沿，包括秦岭、岷山、邛崃山、大小相岭和大小凉山等山系）。在秦岭主要分布在其南坡山麓，包括陕西的佛坪、洋县、太白、宁陕、周至等；在岷山主要分布在甘肃省的文县，四川省的平武、青川、北川、南坪、松潘、茂汶、绵竹、朋西、什邡、都江堰等；在邛崃山分布在四川省的宝兴、汶川、天全、大邑、芦山、邛崃、崇庆、康定、泸定等地；在大小相岭分布在洪雅、冕宁、石棉和九龙县；在大小凉山主要分布在四川的马边、美姑和越西等地。大熊猫适宜分布要有竹林分布和充足水源条件。

### 演化

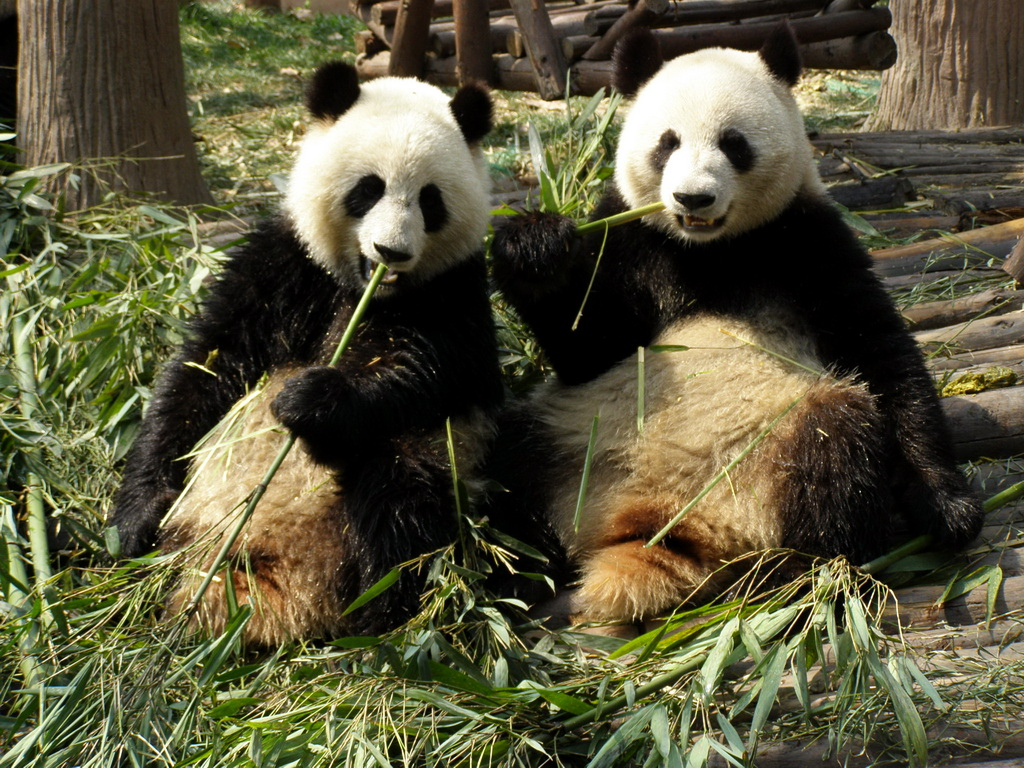
进化出来的“拇指”可以让大熊猫與人類相似，手部可以灵活的抓握

大熊猫的祖先是始熊猫（Ailuaractos lufengensis），这是一种由拟熊类演变而成的，以食肉为主的最早的熊猫。始熊猫的主枝则在中国的中部和南部继续演化，其中一种在距今约300万年的更新世初期出现，体形比现在的熊猫小，从牙齿推断它已进化成为兼食竹类的杂食兽，此后这一主支向亚热带扩展，分布广泛，在华北、西北、华东、西南、华南以至越南和缅甸北部都发现了化石。在这一过程中，大熊猫适应了亚热带竹林生活，体型逐渐增大，依赖竹子为生。在距今50－70万年的更新世中、晚期是大熊猫的鼎盛时期。现在的大熊猫的臼齿發达，爪子除了五趾外还有一个“拇指”。这个“拇指”其实是一节腕骨特化形成，学名叫做“桡侧籽骨”，主要起握住竹子的作用。美国生物学家史蒂芬·杰伊·古尔德就此写过一篇散文，后来又用《熊猫的拇指》作为一部散文集的名称。

### 分類學
DNA研究通常將大熊貓归类为熊科或熊貓科，小熊貓歸類為小熊貓科。
由於大熊貓和小熊貓都兼有熊和浣熊的特性，也与这两个科的动物有着明显的差异，牠的科學分類一直有爭議，有人提议把大熊猫单列为熊猫科来解决这个问题。即使用现代的基因測試技术，对不同的蛋白或核酸进行比对可能得出大相径庭的结果。因此大熊貓的分类至今仍有很大的争议，详见下文。現存生物中，與大熊貓最接近的生物，是位於南美洲的眼鏡熊。
《美国哺乳动物学杂志》2005年第四期发表论文，将大熊猫分为四川大熊猫和秦岭大熊猫两个亚种。其中秦岭大熊猫为1964年北京师范大学郑光美教授首次提出，而浙江大学生命科学学院方盛国教授等人的研究使这一说法得到国际承认。
近百餘年來，生物學家對於這個物種的正確分類一直爭論不休，最後經現代分子生物學方法彙集的資料證實，大貓熊自成一屬，既不屬於浣熊科，也不屬於熊屬。
2009年12月13日，大熊猫基因组测序研究项目完成。本次测序涉及了大熊猫的21对染色体上的2万多个基因。研究结果显示，大熊猫是熊科的一个种，并且与已完成基因组测序的物种中狗的基因组最接近。

#### 争议及证据
在出現DNA比較技術出現之前，各国对于大熊貓的分类存有争议。1980年代前，有三种观点，认为大熊猫可以归为熊科、浣熊科、熊猫科。1980年代后，基本成为两派，熊科和熊猫科。这些分类的观点有以下依据：
- 熊科：

1. 形态上与熊相似。
2. 大熊猫、小熊猫、浣熊、和几种熊的蛋白质和DNA序列比较，认为大猫熊起源于熊类。
3. 用大猫熊、黑熊、马来熊、小猫熊、狗、猫等做血清免疫学比较，分离期免疫距离，认为大熊猫属于熊科。
4. PCR和南方墨點法等方法对大猫熊、小猫熊、马来熊、浣熊等分析，结果表明大猫熊与熊科中的马来熊亲缘关系较近。

- 浣熊科：

1. 系统解剖结果显示，比较骨骼、牙齿、脏器等，与小熊猫和浣熊相同。
2. 从形态学、行为学、染色体数目等比较，认为大熊猫更接近于浣熊，尤其与小猫熊最接近。

- 熊猫科：

1. 大熊猫的骨骼和消化道与熊都有区别。
2. 对脑的定量分析后，大猫熊的脑分别有与黑熊和浣熊相似的结构，并且有许多独特的结构。
3. 大熊猫初生幼仔尾较熊的长，从幼仔的发育特点分析，熊与猫熊的系统发生渊源不同。
4. 生态行为与熊不同，如不冬眠、交配方式也与熊不同。
5. 对大熊猫、杂交熊等的染色体带核型相互关系的研究，认为大猫熊与熊和小猫熊、浣熊的相似程度很低，应单立一科。
6. 对大熊貓显带染色体的研究，认为大熊猫应在进化中独居一科。
7. 依据大熊猫、小熊猫、熊科等动物的线粒体DNA的序列比较，建立的分子系统树，认为大熊猫、小熊猫都应各自独立为科。
8. 对大猫熊和几种食肉动物的血清蛋白及乳酸脱氢同工酶比较后，认为大熊猫应单立一科。
9. 古生物化石的依据。

當代通過蛋白质和DNA序列比较，已確定大貓熊是熊科。

## 习性与繁衍

### 习性
大熊猫喜歡独居，每只大熊猫有单独的活动区域。除发情期外，常过着独栖生活，昼夜兼行。巢域面积为3.9－6.4km2不定，个体之间巢域有重叠现象，雄体的巢域略大于雌体。此外雌体大多数时间仅活动于30－40公顷的核域内，雌体间的巢域不重叠。

### 飲食習慣
熊猫和别的熊一样是杂食性动物，处于从食肉动物到食草动物过渡的阶段。主要食物是竹子、紅蘿蔔、窩窩頭，野生的熊猫会吃草、野果、昆虫、竹鼠、羊。科學家认为：「大熊貓具备肉食动物的生理特征却不以肉为主食」，是因为一個名叫「T1R1」的基因失活了，造成熊貓無法感覺肉類的鮮味。但牠們的消化系統仍然是食肉動物的消化系統，因此只能依靠腸內細菌分解竹葉（但分解纖維素和木質素的能力很弱，大多未經消化完整排出，細菌也同時分解竹的毒素）。它們的主要營養來源是澱粉和半纖維素。他們竹子飲食中最重要的部分是嫩芽，它們富含澱粉，蛋白質含量高達32%。因此，大熊貓比嚴格的食肉動物進化出更高的消化澱粉的能力。
因竹葉熱量低，熊貓每天要花大量時間進食（平均每隻大熊貓每天吃掉9至14公斤（20至30磅）的竹葉，以彌補其飲食中有限的能量含量），同時為免浪費熱量牠們通常保持靜態生活和避免與同類往來。
熊貓的兩個最顯著的特徵，大尺寸身體和圓臉，適應其竹子飲食。大熊貓較小的體表面積表明新陳代謝率較低。這種較低的新陳代謝率和久坐不動的生活方式讓大熊貓能以竹子等營養貧乏的資源為生。同樣，大熊貓的圓臉是強大的下顎肌肉的結果，使牠們可咬開竹子，以比例來說，大熊貓的咬力比北極熊更大。
雖然主要是草食性的，但大熊貓仍然保留了明顯的熊牙齒，並且偶爾吃肉、魚和蛋。在動物園圈養時通常保持大熊貓的竹子飲食，儘管有些動物園會提供特殊配方的餅乾或其他膳食補充劑。
由於一個地區內所有同種竹子會同時開花、死亡和再生，大熊貓的範圍內必須至少有兩個不同的竹種才能避免饑餓。大熊貓也會在不同的棲息地之間旅行，這樣它們就可以獲得所需的營養，並平衡飲食以進行繁殖。

### 繁殖

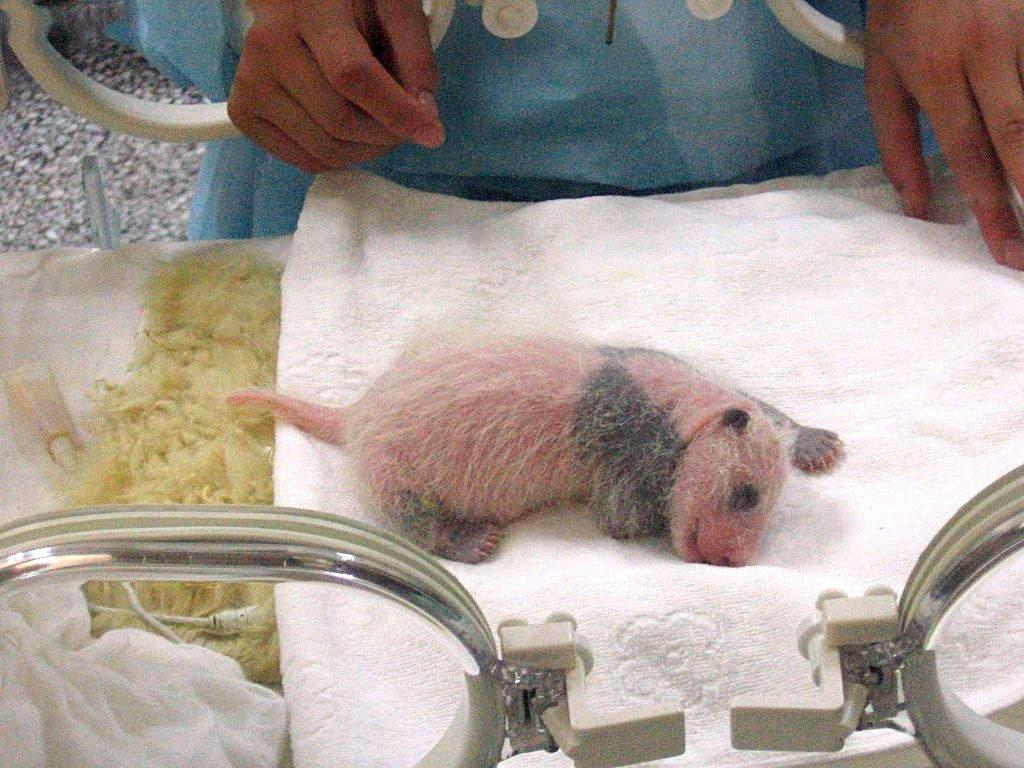
一只大熊貓幼子（出生後20天）

大熊猫在4－8岁时性成熟，生育年龄可达20岁。交配季节为每年3－5月，雄性通过气味寻找雌性位置，当有多个雄性争夺一只雌性交配权时会变得极具侵略性。熊猫的交配时间很短，从30秒－5分钟不等，雄性会多次交配以确保成功受精。大熊貓繁殖期为8－9月，妊娠期90－184天，平均135天。雌性每次产下1－2只幼崽，重85－142克，但野外通常只成活一只。幼崽约50－60天后睁眼，75－80天后能够爬行，7－9个月可以少量进食竹子，但仍以母乳为主要食物来源，与母亲一同生活约18月－2年后离开。
大熊貓常在冷杉的大樹洞裏生育，一胎產一子，有時產兩子，懷孕時體貌無明顯變化。出生的大熊貓幼子只有一二兩重，呈粉紅色，與成年熊貓形態差別很大。
由於熊貓以竹子為食，每天需要長時間進食來保證熱量的供給，在育幼期母熊貓也要離開幼熊2－4個小時外出覓食。1990年代，研究人员尚不了解熊猫习性，看到母熊貓遠離幼崽而遲遲不歸，就推斷幼仔遭到遺棄。要收養這些被「遺棄」的幼仔進行人工飼養。後對野生熊貓繁殖行為長期的觀察推翻了這種觀點，母熊貓長時間離巢是需要吃夠足夠的竹子來分泌乳汁來哺育後代。
人工飼養的熊貓脱离野外环境，自然發情率低。野外大熊猫成年后表现出繁殖行为的比例是100%，而到2000年为止圈养大熊猫只有26%，為它的人工繁殖帶來困難。1990年代以後，大熊貓的人工繁殖已經完善，多採用人工授精的方式。亦有部分動物園採用讓熊貓觀看熊貓交配影片的方式。此外，在人工飼養條件下，大熊貓出現了一胎三子，即三胞胎的情況，但成活率較低；例如1999年四川臥龍大熊貓自然保護區及2013年成都大熊貓繁育研究基地熊貓三胞胎最終都僅成活一只，目前只有2014年7月廣州長隆野生動物世界出生的熊貓三胞胎全部成活。
2015年4月7日，中国大陆网站熊猫频道通过互联网向全球直播了人工养殖区内的雌性大熊猫“林冰”与雄性大熊猫“武岗”的交配全过程，但科研人员表示自然交配失败了。

## 壽命紀录
熊貓1岁相当于人类3至4岁，野生熊貓壽命一般為15至20歲，人工饲养的熊貓寿命在20至30岁。史上最長壽的熊貓则有38歲，就是已故著名雌性熊貓佳佳；史上最長壽的雄性熊貓则有35歲，就是已故著名熊貓安安。
- 截至2016年1月在世最年長的熊貓是「38歲」的佳佳，是一只住在香港海洋公園的雌性熊貓，它于2016年10月16日以「38岁」的高龄去世，它也是目前世界上最长寿的熊猫[63]。
- 截至2017年1月在世最年長的熊貓是住在福州大熊貓研究中心的「37歲」的雌性熊貓巴斯（1990年亞洲運動會吉祥物盼盼原型），它于2017年9月13日以「37歲」的高龄去世。
- 截至2025年7月，中國以外最長壽的貓熊為墨西哥的雌性大熊貓「欣欣」[64]。
- 截至2022年1月在世最年長的熊貓是「35歲」的安安，是一只住在香港海洋公園的雄性熊貓，它于2022年7月21日以「35岁」的高龄去世，它也是目前世界上最长寿的雄性熊猫[65]。

## 利用与保护

### 史前年代
根據考古發掘，大熊貓在史前年代曾在今日的河南地區大量繁殖。由於大熊貓體型龐大，除了能提供肉食及骨髓以外，牠漂亮的皮毛亦為古人所青睞，所以曾經被古人大量獵殺。

### 古代
2012年古生物學家在西班牙發現可能是大熊貓近親化石（Agriarctos Beatrix），而這種熊貓活躍於1100萬年前的中新世，屬於小形（plantigrade）雜食蹠行動物。而這種動物因生存環境問題遷移中國。這種動應有深色皮，左肩及眼和尾部都有白點，類似現代的馬來熊，生活方式也同馬來熊相似，都是以生果、昆蟲、植物為食，還比現代馬來熊小，體重還比馬來熊輕。從牙齒結構中發現同大熊貓同屬大熊貓亞科，亦發現同現傳大熊貓有親緣關係，是大熊貓亞科中最原始一種。可惜它已滅絕，因此或許為大熊貓找到可能源自歐洲証據、及解開大熊貓身世之迷。關於大熊貓分類，科學家以研究和爭論100年，未有定案。估計大熊貓祖先是一種食肉始熊貓动物，生活在中國四川等地，而此始熊貓演變的旁支名叫葛氏熊貓。生活於歐洲等地，直到中新後才滅絕。始熊貓主支在演變中，其中有一支隊名叫（ailuropoadumierta），是大熊貓小種生，傳於中新世紀，體形同狗一樣大小，是雜食性和食竹動物，分佈廣東四川等地，在已百年演變過程中取代了始熊地位。如此看來也可能為大熊貓提供了身世之迷証據。

### 台南真假熊貓事件
台南動物園曾於1987年元旦期間展出一只「疑似熊猫」的黑白熊，並在电视上大肆宣傳这只「黑白熊」。由於熊主人洪滄海以及動物園故作神秘，強調這隻熊不是熊貓，而是繁殖出來的，引得新闻媒介、专家学者一阵忙乱，一时之间成为热门话题。後來更是因為當時作為台灣唯一曾製作熊貓標本，及觸摸過熊貓皮毛的專家，並在北平動物園工作過的夏元瑜教授以及台大動物系主任兼動物研究所所長梁潤生教授都初步認定那就是熊貓的報導令動物園大賺一筆。該黑白熊後被證實為馬來熊人工染出來的後就不了了之了。

### 西方人与熊猫
最早（1869年）让西方认识到大熊猫的是駐四川鄧池溝聖母領報堂的法国天主教遣使會传教士阿爾芒·戴维，他拿到的只是一张熊猫皮，第一个在野外看到熊猫的西方人是澳洲-紐西蘭籍內地會傳教士葉長清（James Huston Edgar）。此后有大批西方人来中国想要打獵熊猫，捕捉活的熊猫也成为他们的强烈愿望。1936年12月18日，露丝·哈克尼斯携带一只活的熊猫幼崽抵达旧金山，这只熊猫的名字叫「蘇琳」，它通过中国海关时的证明书写的是“一只狗”。此后露丝出版了它与苏琳的故事《淑女与熊猫》（英語：The Lady and the Panda）。在之前半个多世纪的时间里，西方对这个物种一无所知，这也使人们对熊猫积攒了巨大的好奇心。

### 保护熊貓
大熊猫是中国国家一级保护动物，IUCN紅色名錄內列為易危物种。1958年设立的四川卧龙自然保护区的保护内容的重点就是大熊猫，这个保护区由国家林业局直接管辖。但由于當時較落后的保护观念和生态学知识的相對匮乏，1980年代期间虽然全中国都在高喊“保护大熊猫”，但真正有利于熊猫的做法却並不多。许多人都认为最好的保育办法就是从野外捉来熊猫進行人工飼養，而饲养条件較差和工作人员缺乏飼養相關的一些科学常识，使许多研究基地成为熊猫永久的牢笼。对于竹子开花给熊猫带来的負面效果，也通常是通过捕捉熊猫的方式解决，没有研究它的食性进化和评估竹子死亡对它的实际影响。由于栖息地被破坏、环境污染、与种群隔离等原因，使野外种群的繁衍出现危机。1998年天然林砍伐的全面禁止和禁止个人拥有枪支的实施，在一定程度上保护了熊猫的生存。1992年以后，向保护区内的移民被禁止，并安排居民陆续迁出，使熊猫的栖息地得到了一定的保证。经过多年的保护工作，有些地方大熊猫的野外种群数量开始上升。

位于柏林动物园的“宝宝”，2007年4月拍摄

1961年熊猫的形象被选为世界自然基金会的标志（原型为大熊猫姬姬）。20世紀下半葉以來，熊貓被看成是中國的象徵。1970年代，中華人民共和國赠送熊貓予美國和日本的動物園，這被視為是新中國與西方國家初次的文化交流，是當時中國外交的重要環節。到1980年代中期，熊貓的外交用途已大減，中國只借出熊貓予其他國家十年。现在国外动物园的熊猫多被中国政府有償出借，熊猫如果在国外婚育，后代仍属中华人民共和国所有。從1985年開始，香港悅來酒店以熊貓作為店徽及採用Panda Hotel作英文名，而悅來酒店亦被稱作熊貓酒店。

### 近年發展
截至2004年，一個為期4年的《全国第三次大熊猫调查报告》統計指出野外大熊貓總數約為1596隻，較1985年的1114隻為多。其中僅約有273隻野生秦嶺大熊貓，僅佔全國大熊貓總數的17％。
2008年汶川大地震使大熊貓的命運再受挑戰，當中卧龍自然保護區這塊重要的棲息地遭受破壞。2009年春节期间，13只汶川大地震后的大熊猫重返自然保护区；同时台北木柵动物园的两只大熊猫（“團團”、“圓圓”）正式对世界各地的游客开放。同年1月15日，“娅光”大熊猫从四川成都的保护基地到淮安动物园过年。目前，“娅光”曾多次在中外各地巡回展出。2009年1月15日，她在淮安进行巡回展示，迎接牛年春节的到来。
2016年9月，随着熊猫数量持续增加，国际自然保护联盟在《红色名录》将其保护状态从濒危调整为易危。

### 流行元素
由於熊貓其本身特殊的研究價值地位，和憨態可掬的可愛形象，受到世界大多數民眾特別是兒童的廣泛喜愛。其被作為吉祥物或其它代表物也層出不窮。基於此美國好萊塢著名的動畫製作公司“夢工廠”在2008年後相繼製作了著名動畫《功夫熊貓》，故事中主角“Po”（寶）也同全劇一起風靡全球，掀起了一輪熊貓風潮熱。著名国际网络游戏《魔兽世界》也推出了中国风的熊猫人资料片，风靡世界，台灣藝人周杰倫更結合熊貓與超級英雄的元素，製作科普連續劇《熊貓人》，儘管收視率不佳，仍造成話題。
大熊猫作为流行元素，进入时尚界。各大知名品牌都曾推出过以熊猫元素为主题的产品，比如LV、爱马仕、卡地亞、施华洛世奇等等。
也有將大熊貓作為品牌識別商標，比如美食快送平台foodpanda、台灣物流公司通盈快遞等。
1990年亚洲运动会的吉祥物盼盼、2008年夏季奥林匹克运动会的吉祥物福娃中的福娃晶晶以及2022年冬季奥林匹克运动会的吉祥物冰墩墩均以大熊猫為形象。

## 中國贈送及租借歷史

### 美洲
美国
- 贈送玲玲、兴兴
- 租借倫倫、洋洋

 墨西哥
- 1975年：迎迎、贝贝

在首都墨西哥城查普特佩克动物园的努力下，墨西哥第一代大熊猫“迎迎”和“贝贝”共产下7只熊猫宝宝，成为这40多年来海外繁育能力最强的熊猫“夫妇”之一。
 加拿大
- 1985年：國家主席李先念和夫人林佳楣訪問時外借兩隻大熊貓到多倫多動物園100天。
- 2013年：大毛、二順。在加拿大多倫多動物園。

2015年：大毛和二顺的幼崽加悦悦和加盼盼出生。

### 东亚
日本
- 1972年：蘭蘭、康康、歡歡、飛飛
- 永明、良滨[79]
- 2011年：比力（日本名“力力”）、“仙女”（日本名“真真”）
  - 2017年：比利和仙女的幼崽香香出生。
  - 2021年6月，真真的双胞胎大熊猫“晓晓”（雄性）和“蕾蕾”（雌性）在上野动物园出生[80]

- 2016年：爱寶、樂寶[81]
- 2020年：樂寶和愛寶的幼崽福寶出生。
- 2023年7月7日：睿寶 (雌性)、輝寶 (雌性)出生

### 亚太区
泰國
- 2003年：创创、林惠[82]（2023年4月19日去世），租期为10年[83]。

- 2009年：网网、福妮[84]

 新加坡
- 2012年：凯凯（武杰）、嘉嘉（沪宝）

 印度尼西亞
- 2017年：彩陶、湖春[85]

 马来西亚
- 2014年：靓靓（凤仪）、兴兴（福娃）[86]。2014年5月21日从四川省会成都飞抵吉隆坡。2015年8月18日，靓靓产下第一胎“暖暖”；2018年1月14日，靓靓产下第二胎“谊谊”；2021年5月31日，靓靓产下第三胎“升谊”。

### 欧洲
奥地利
- 2003年：龙徽、阳阳。租借至美泉宮動物園
  - 繁育出5个后代，創造歐洲圈養貓熊自然交配生產的紀錄。五只熊猫分别是2007年出生的“福龙”，2010年出生的“福虎”，2013年出生的“福豹”[87]及2016年出生的雙胞胎“福鳳”與“福伴”[88]。这些子女均在两岁时回到了中国
- 2019年：园园（接替死去的龙徽陪伴阳阳，並與阳阳於2024年一同回國）[89]

 西班牙
- 2007年：冰星、花嘴巴

 英国
- 2011年：甜甜、阳光[90]

 法國
- 2012年：圆仔、欢欢（位於博瓦勒動物園）[91]
  - 2017年8月，欢欢诞下雄性幼崽圆梦。2021年年8月2日，欢欢产下一对雌性双胞胎欢黎黎和圆嘟嘟[92]。

 比利时
- 2014年：好好、星徽。被租借給比利時天堂動物保育園區，好好為贈臺大貓熊團團（華靈）同母妹。

 荷蘭
- 2017年：武雯、星雅[93]

 德国
- 1980年：宝宝，作为国礼回赠给时任联邦德国总理的施密特[94]。
- 2017年：梦梦、娇庆。租借时间为15年，柏林动物园每年缴纳租金92万欧元。[95]
  - 2019年8月31日，梦梦和娇庆產下大熊貓梦圆、梦想[96]。

 丹麦
- 2017年：和兴、毛笋[97]

 芬兰
- 2018年：华豹、金宝宝，芬兰名字分别为Pyry（意为“降雪”）和Lumi（意为“雪”）[98][99]。租借至艾赫泰里动物园15年[100]。

 俄羅斯
- 2019年：如意、丁丁。租借至莫斯科動物園15年[101]
  - 2023年8月，丁丁誕下雌性幼崽喀秋莎。

### 中国大陆同港澳台间赠送
香港
- 1999年：安安（2022年7月21日因健康急劇轉差，進行安樂死。）与佳佳（2016年10月16日因健康急劇轉差，進行安樂死。）
- 2007年：盈盈、樂樂（2015年10月1日公佈盈盈懷孕，其後證實流產）
盈盈於2024年8月15日誕下一對龍鳳胎，為第一對在香港出生的大熊貓。盈盈是在她19歲生日前一日成功當媽媽，是全球有紀錄以來首次生育時年紀最大的大熊貓，而且是雙胞胎，案例非常罕見。
- 2024年：安安、可可

 澳門
- 2010年：開開、心心（2014年6月因急性肾衰竭死亡）[102]
中共總書記兼國家主席胡錦濤在澳門回歸十周年前夕宣佈向澳門贈送一對大熊貓[103]。

 臺灣
- 2008年：團團、圓圓
2008年12月23日，大陸將兩隻貓熊團團（2022年11月19日因腦病變病逝。）与圓圓贈予臺灣，現於臺北市立動物園[104]。據中華民國官方表示，貓熊進口方式比照中藥模式[105][106]。
2013年7月6日，誕下圓仔[107]。
2020年6月28日，誕下圓寶[108]。

### 引用
1. 1 2  Swaisgood, R.; Wang, D.; Wei, F. . IUCN Red List of Threatened Species (IUCN). 2016, 2016: e.T712A45033386  [2016-09-05]. （原始内容存档于2016-10-02）.
2. ↑  美媒:大熊猫“不再濒危”言之过早[J].世界博览,2016,(20):14.
ISSN:1003-0271
3. ↑  . 陕西日报.   [2017-01-02]. （原始内容存档于2017-01-03）.
4. ↑  . Australian Broadcasting Corporation. 2007-06-12  [2008-07-22]. （原始内容存档于2008-05-04） （英语）.
5. ↑  . Financial Times. 2017-11-02  [2022-07-06]. （原始内容存档于2017-11-07）.
6. ↑  胡锦矗.关于大熊猫的中文名称[J].中国科技术语,2009,(01):28-29. ISSN:1673-8578
7. ↑  吴斌.中国大熊猫发展史新探[J].四川师范学院学报(自然科学版),2002,(01):1-10. ISSN:1001-8220
8. ↑  何其芬，孫前《對大熊貓古名問題的思考》上、中、下，China Nature，2009年，4-6月。
9. ↑  黎蝸藤. .   [2021-02-17]. （原始内容存档于2020-12-26）.
10. ↑  .   [2021-02-17]. （原始内容存档于2021-10-17）.
11. ↑  杜亞泉所譯的《動物學精義》，著錄了大熊貓這動物，稱之為「花頭熊」
12. ↑  Heather Angel. . Stillwater, MN : Voyageur Press. : 15. ISBN 9780896583641.
13. ↑  . 世界月報. Vol. 3 no. 3. 1911. 中國西部諸地高出海面約五千呎，以上竹林深處熊猫居焉，而為博物學者所注意搜求者也
14. 1 2  姚德懷. .   [2013-10-24]. （原始内容存档于2006-07-01）.
15. ↑  . 世界雜誌. Vol. 增刊. 1931.
16. ↑  . 中华雜誌. Vol. 14. 1932: 30.
17. ↑  . 大漢公報. March 9, 1991  [2013-12-26]. （原始内容存档于2013-12-26）.
18. ↑  . 网易新闻.   [2013-12-26]. （原始内容存档于2013-12-27）.
19. ↑  . 南方周末.   [2013-12-26]. （原始内容存档于2013-12-27）.
20. ↑  . 大漢公報. September 18, 1987  [2013-12-26]. （原始内容存档于2013-12-26）.
21. ↑  .   [2013-12-26]. （原始内容存档于2013-12-26）.
22. 1 2  . 甘肃省野生动植物管理局.   [2013-11-18]. （原始内容存档于2013-12-03）.
23. ↑  . 宝兴之窗.   [2013-11-18]. （原始内容存档于2013-12-03）.
24. ↑  王琛發. .   [2013-10-25]. （原始内容存档于2013-10-25）.
25. ↑  文訊 (文藝資料硏究及服務中心). 2005, (237-242): 5. 缺少或|title=为空 (帮助)
26. ↑  . 甘肃省野生动植物管理局.   [2013-10-24]. （原始内容存档于2013-12-03）.
27. ↑  .   [2013-10-24].
28. ↑  .   [2013-11-17]. （原始内容存档于2013-12-04）.
29. ↑  . 人間福報. 2014-01-09  [2015-03-16]. （原始内容存档于2015-04-02）.
30. ↑  . 聯合報. 1990-08-09  [2017-03-15]. （原始内容存档于2015-09-03）.
31. ↑  .   [2021-07-01]. （原始内容存档于2021-07-09）.
32. ↑  .   [2021-07-01]. （原始内容存档于2021-07-09）.
33. ↑  .   [2021-07-01]. （原始内容存档于2021-07-09）.
34. ↑  .   [2021-07-01]. （原始内容存档于2021-07-09）.
35. ↑  . 中時電子報.   [2013-10-24]. （原始内容存档于2015-02-19）.
36. ↑  . 臺北動物園保育網.   [2013-09-27]. （原始内容存档于2020-10-13）.
37. ↑  . 星岛日报溫哥華.   [2013-10-24]. （原始内容存档于2013-12-24）.
38. ↑  曾泰元. . 人間福報.   [2015-03-16]. （原始内容存档于2015-04-02）.
39. ↑  曾泰元. . 晶报.   [2015-03-16]. （原始内容存档于2015-04-02）.
40. ↑  臧振华.大熊猫分布区珍稀濒危物种丰富度格局与热点区研究[D].导师：李俊清;申国珍.北京林业大学,2015.
41. ↑  吴建国,吕佳佳.气候变化对大熊猫分布的潜在影响[J].环境科学与技术,2009,(12):168-177. ISSN:1003-6504
42. ↑  .   [2009-01-03]. （原始内容存档于2007-09-29）.
43. ↑  Wildt, David E. David E. Wildt , 编. . Cambridge University Press. 2006: 2. ISBN 0-521-83295-0 （英语）.
44. ↑  劉毅. . 人民網. 2006年1月12日  [2007年5月1日]. （原始内容存档于2007年3月14日）.
45. ↑  . 臺北市教育入口網.   [2013-10-25]. （原始内容存档于2014-07-16）.
46. ↑  . 人民网. 2009年12月14日  [2009年12月14日]. （原始内容存档于2011年1月6日）.
47. ↑  . Encyclopedia Britannica.   [2015-03-16]. （原始内容存档于2015-03-19）.
48. ↑  John P. Rafferty. . Rosen Education Service. 2011: 38. ISBN 9781615303403.
49. ↑  . GenomeWeb Daily News. 2009-12-14  [2009-12-15]. （原始内容存档于2009-12-19）.
50. ↑  . ABC News. 2009-12-14  [2009-12-15]. （原始内容存档于2012-07-19）.
51. ↑  . 國際在線. 2009-12-15  [2009-12-15]. （原始内容存档于2009-12-18）.
52. ↑  . 聯合報. 2009-12-15  [2009-12-15]. （原始内容存档于2009-12-19）.
53. ↑  . Encyclopedia Britannica.   [2019-03-18]. （原始内容存档于2019-03-28） （英语）.
54. ↑  Bradford, Alina. . Live Science.   [2019-03-18]. （原始内容存档于2019-03-19）.
55. ↑  .   [2014-08-12]. （原始内容存档于2014-09-06）.
56. ↑  . 凤凰网.   [2014-08-12]. （原始内容存档于2014-09-06）.
57. ↑  . 四川在线-四川日报.   [2014-08-12]. （原始内容存档于2014-09-06）.
58. ↑  . Icrosschina. 2015-04-04  [2022-07-06]. （原始内容存档于2015-09-10）.
59. ↑  . 星洲網. 2014年5月21日  [2014年6月23日]. （原始内容存档于2015年2月26日）.
60. ↑  . 蘋果日報. 2014年1月13日  [2014年6月23日]. （原始内容存档于2014年2月15日）.（繁體中文）
61. ↑  . 文匯報. 2017-08-01  [2019-06-17]. （原始内容存档于2017-08-06）.
62. ↑  香港貓熊佳佳走了 終年38歲 （页面存档备份，存于）.中央社.2016-10-16.[2016-10-17].（繁體中文）
63. ↑  . big5.news.cn.   [2025-07-31].
64. ↑  . on.cc 東網. 2017-08-01  [2019-06-17]. （原始内容存档于2019-06-17）.
65. ↑  . 人民网. 2006-08-29  [2006-11-18]. （原始内容存档于2007-02-17）.
66. ↑  . Daily Mail.   [2012-05-16]. （原始内容存档于2012-05-16）.
67. ↑  . 联合早报. 1987-12-28  [2015-03-26]. （原始内容存档于2016-03-04）.
68. ↑  . 臺灣電視公司.   [2015-03-26]. （原始内容存档于2016-02-16）.
69. ↑  . 遠流出版. 1989: 41–43. ISBN 9789573201878.
70. ↑  . 聯合報. 1987-12-27.
71. ↑  用DNA查熊猫户口 正在进行的第四次大熊猫调查 （页面存档备份，存于），南方周末特约撰稿 雍兴中，2012-10-26
72. ↑  古老新亚种―――秦岭大熊猫(图) （页面存档备份，存于），西安新聞網，2006年2月15日。
73. ↑  陕西近期3次在野外发现大熊猫幼崽 （页面存档备份，存于），新华网，2009年12月30日。
74. ↑  卧龙自然保护区救护震后首只野生大熊猫 （页面存档备份，存于），載卧龍國家級自然保護區網頁，2009年3月9日查閱。
75. ↑  Swaisgood, R., Wang, D. & Wei, F. 2016. Ailuropoda melanoleuca. The IUCN Red List of Threatened Species 2016: e.T712A45033386. Downloaded on 05 September 2016.
76. ↑  . 搜狐. 央广网. 2016-09-06  [2016-09-06]. （原始内容存档于2016-09-07）.
77. ↑  . news.sina.com.cn.   [2018-02-19]. （原始内容存档于2018-02-19）.
78. ↑  . news.163.com.   [2018-02-19]. （原始内容存档于2018-02-19）.
79. ↑  .   [2022-01-12]. （原始内容存档于2022-01-12）.
80. ↑  白雪. . world.huanqiu.com.   [2018-02-19]. （原始内容存档于2018-02-19）.
81. ↑  . 新闻频道 (中国中央电视台). 2003-10-12  [2013年11月19日]. （原始内容存档于2015年6月10日）.
82. ↑  . www.sc.gov.cn.   [2018-02-19]. （原始内容存档于2018-02-19）.
83. ↑  . news.cri.cn.   [2018-02-19]. （原始内容存档于2018-02-19）.
84. ↑  . www.xinhuanet.com.   [2018-02-19]. （原始内容存档于2018-02-19）.
85. ↑  . The Star Online.   [2019-11-10]. （原始内容存档于2019-11-10）.
86. ↑  chinanews. . www.chinanews.com.   [2018-02-19]. （原始内容存档于2018-02-19）.
87. ↑  . 中國新聞網.   [2024-12-09]. （原始内容存档于2024-12-14）.
88. ↑  . 新浪香港. 2024-09-14  [2024-12-09]. （原始内容存档于2025-02-11）.
89. ↑  . edinburgh.chineseconsulate.org.   [2018-02-19]. （原始内容存档于2018-02-19）.
90. ↑  gb.cri.cn. . news.cri.cn.   [2018-02-19]. （原始内容存档于2018-02-19）.
91. ↑  .   [2021-11-19]. （原始内容存档于2022-01-02）.
92. ↑  . www.chinadaily.com.cn.   [2018-02-19]. （原始内容存档于2018-02-19）.
93. ↑  . k.sina.com.cn.   [2018-02-19]. （原始内容存档于2018-02-19）.
94. ↑  (www.dw.com), Deutsche Welle. . DW.COM.   [2018-02-19]. （原始内容存档于2018-02-19） （中文）.
95. ↑  .   [2019-12-10]. （原始内容存档于2019-12-10）.
96. ↑  . news.dwnews.com.   [2018-02-19]. （原始内容存档于2018-02-20）.
97. ↑  . 新华网. 2018-01-18  [2018-03-01]. （原始内容存档于2018-03-07） （中文）.
98. ↑  . 人民网. 2018-01-20  [2018-03-01]. （原始内容存档于2018-03-02） （中文）.
99. ↑  . news.sina.com.cn.   [2018-02-19]. （原始内容存档于2017-09-27）.
100. ↑  木羽. . 香港文匯網. 香港文匯報.   [2024-12-09]. （原始内容存档于2025-02-11） （zh-Hans-HK）.
101. ↑  . BBC. 2014-06-24.
102. ↑  . 即時新聞 (澳廣視). 2009-12-19  [2009年12月19日]. （原始内容存档于2015年9月24日）.
103. ↑  邱紹雯; 姚介修. . 自由時報. 2008-12-24  [2008-12-27]. （原始内容存档于2014-01-12）.
104. ↑  劉尚昀、梁鴻彬、羅暐智、林諭林、石文南. . 中國時報. 2008-12-14.
105. ↑  李志德. . 聯合報. 2008-09-13.
106. ↑  .   [2021-04-16]. （原始内容存档于2021-04-16）.
107. ↑  .   [2021-04-16]. （原始内容存档于2021-04-17）.